# Waterfort
El Waterfort es uno de los ocho fuertes en la isla de Curazao una dependencia del Reino de los Países Bajos en el Mar Caribe, que está justo al suroeste de Fuerte Ámsterdam.
El fuerte Water fue construido en 1827 para asegurar los suburbios de Punda y evitar que fuesen atacados desde el mar; siendo edificado en un lugar donde una estructura defensiva fue previamente levantada en 1634 . Durante la Segunda Guerra Mundial, se produjo una remodelación de la fortaleza.